# That’s Life (альбом Вилли Нельсона)
That’s Life — 71-й студийный альбом американского кантри-музыканта Вилли Нельсона, изданный 26 февраля 2021 года на студии Legacy Recordings. Будучи данью уважения Фрэнку Синатре, он представляет собой второй том коллекции Синатры Нельсона, следующий за альбомом My Way 2018 года.
Продюсеры Бадди Кэннон и Мэтт Роллингс записали альбом в основном на студии Capitol Studios, которая изначально использовалась для нескольких записей Синатры. Дополнительные треки были записаны в студии Нельсона Pedernales. Релиз был смикширован инженером Элом Шмиттом, в нем использованы струнные и духовые аранжировки. На обложке альбома изображен Нельсон, напоминающий обложку альбома Синатры In the Wee Small Hours 1955 года.
Альбом был номинирован на премию «Грэмми» в категории Лучший традиционный вокальный поп-альбом на 64-й ежегодной церемонии вручения премии «Грэмми».

## Отзывы
| Совокупная оценка   | Совокупная оценка |
| Источник            | Оценка            |
| ------------------- | ----------------- |
| Metacritic          | 80/100            |
| Оценки критиков     |                   |
| Источник            | Оценка            |
| AllMusic            | [ 5 ]             |
| American Songwriter | [ 6 ]             |

That’s Life получил положительные отзывы от музыкальных критиков. На сайте Metacritic, который присваивает нормализованный рейтинг из 100 баллов рецензиям основных критиков, альбом получил 80 баллов из 100 на основе пяти рецензий, что означает «в целом благоприятные отзывы».

## Список композиций
| №                   | Название                                   | Автор(ы)                                                                | Длительность |
| ------------------- | ------------------------------------------ | ----------------------------------------------------------------------- | ------------ |
| 1.                  | «Nice Work If You Can Get It»              | Джордж Гершвин Айра Гершвин                                             | 2:35         |
| 2.                  | «Just in Time»                             | Jule Styne Betty Comden Адольф Грин                                     | 2:25         |
| 3.                  | «A Cottage for Sale»                       | Willard Robison Larry Conley                                            | 2:54         |
| 4.                  | «I’ve Got You Under My Skin»               | Коул Портер                                                             | 3:34         |
| 5.                  | «You Make Me Feel So Young»                | Josef Myrow Мак Гордон                                                  | 2:52         |
| 6.                  | «I Won’t Dance» (при участии Дайаны Кролл) | Джером Керн Дороти Филдс Jimmy McHugh Оскар Хаммерстайн II Otto Harbach | 3:25         |
| 7.                  | «That’s Life»                              | Дин Кей Келли Гордон                                                    | 3:39         |
| 8.                  | «Luck Be a Lady»                           | Frank Loesser                                                           | 3:04         |
| 9.                  | «In the Wee Small Hours of the Morning»    | David Mann Bob Hilliard                                                 | 2:58         |
| 10.                 | «Learnin’ the Blues»                       | Dolores Silvers                                                         | 3:31         |
| 11.                 | «Lonesome Road»                            | Nathaniel Shilkret Джин Остин                                           | 3:41         |
| Общая длительность: | Общая длительность:                        | Общая длительность:                                                     | 34:38        |

## Чарты
| Чарт (2021)                       | Высшая позиция |
| --------------------------------- | -------------- |
| Германия (Offizielle Top 100)     | 97             |
| Швейцария (Schweizer Hitparade)   | 33             |
| Шотландия (Scottish Albums Chart) | 18             |
| США (Billboard 200)               | 58             |